# 윤태식 (공무원)
윤태식(尹泰植, 1969년 ~ )은 대한민국의 제31대 관세청장인 공무원이다.

## 학력
- 영동고등학교 졸업
- 서울대학교 경영학 학사
- 일리노이 주립대학교 경영학 박사

## 경력
- 1992 제36회 행정고시 합격
- 1994 재정경제원 세제실 사무관
- 2002.1 재정경제부 국제금융국 외화자금과 사무관
- 2003.8 재정경제부 국제금융국 외화자금과 서기관
- 2005.10 경제협력개발기구(OECD) 사무국
- 2008.4 기획재정부 국제금융국 국제기구과장
- 2009.2 기획재정부 통상정책과 과장
- 2010.5 대통령실 경제수석비서관 경제금융비서관 행정관
- 2012.1 기획재정부 국제금융정책국 외화자금과 과장
- 2012.8 기획재정부 국제금융정책국 국제금융과 과장
- 2014.7 美 국제통화기금(IMF) 이코노미스트
- 2016.9 기획재정부 다자개발은행 연차총회준비기획단 단장
- 2017.9 기획재정부 개발금융국 국장 직무대리
- 2018.6 기획재정부 개발금융국 국장
- 2018.7~2019.8 기획재정부 대변인
- 2019.8~2020.1 기획재정부 국제금융국 국장
- 2020.1~2020.10 기획재정부 정책조정국 국장
- 2020.10~2022.1 기획재정부 국제경제관리관
- 2022.1~2022.05 기획재정부 세제실 실장
- 2022.5~2023.07 제31대 관세청장
- 2025.3~ 롯데손해보험 사외이사